# ریچارد کواین
ریچارد کواین (انگلیسی: Richard Quine؛ ۱۲ نوامبر ۱۹۲۰ – ۱۰ ژوئن ۱۹۸۹) کارگردان و هنرپیشه اهل ایالات متحده آمریکا بود. از آثار وی می‌توان به فیلم سرزنده اشاره نمود.